# Dimas Adánez Horcajuelo
Dimas Adánez Horcajuelo (1883-Madrid, 1936). Fue un abogado, notario, agricultor y político español. 
Residente en el municipio de Los Navalucillos, notario de Madrid, fue candidato en las elecciones del 1933 por Acción Popular y Agraria y obtuvo acta de diputado en las elecciones del 1936 por la CEDA en la provincia de Toledo. 

Murió asesinado al comienzo de la guerra civil española, víctima de la represión republicana.
- Datos: Q5807145